# Дактилоскопия

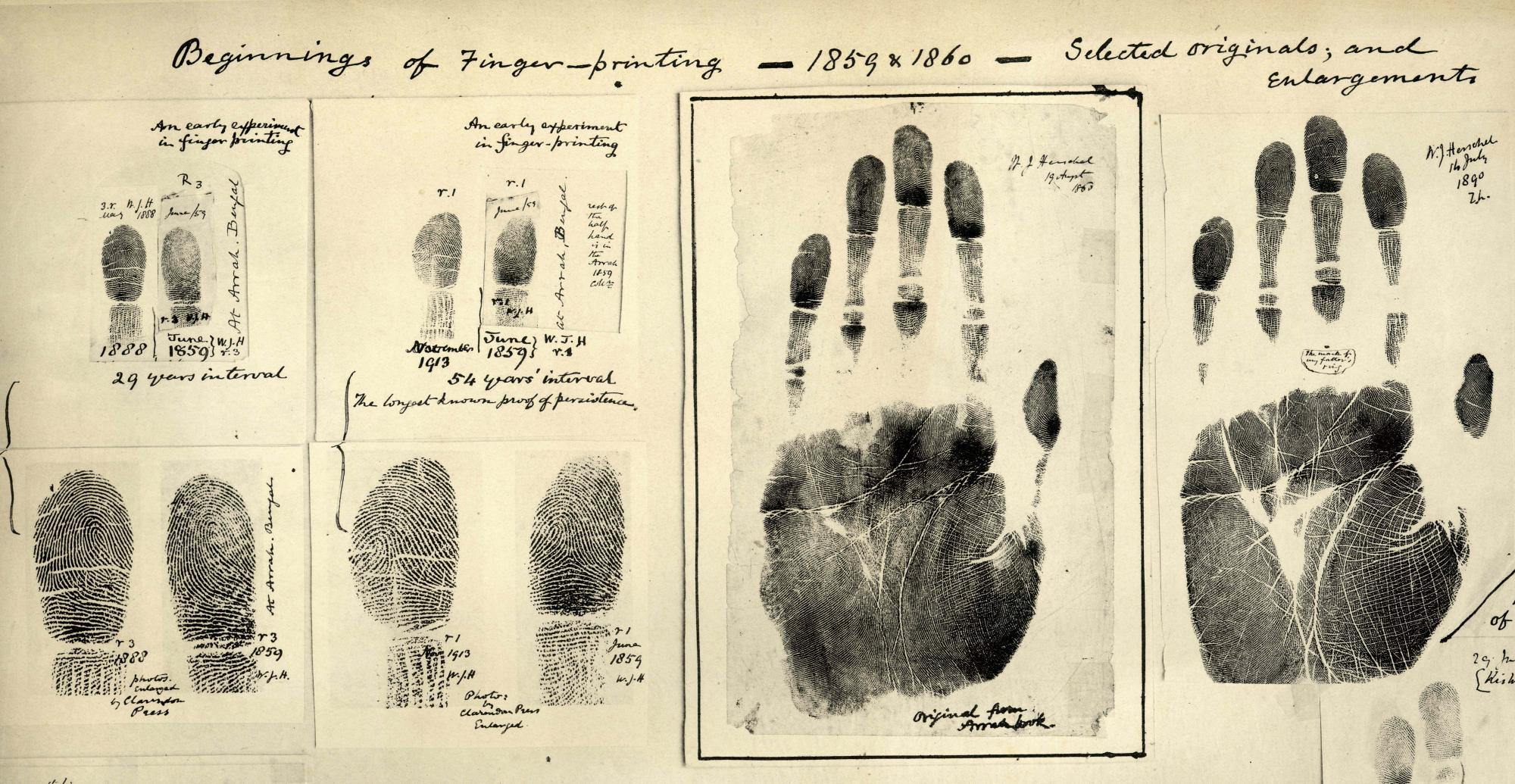
Дактилоскопическая карта Гершеля

Дактилоскопи́я (от греч. δάκτυλος — палец и σκοπέω — смотрю, наблюдаю) — способ опознания (идентификации) человека по следам пальцев рук (в том числе ладоней рук), основанный на неповторимости рисунка папиллярных линий кожи. Широко применяется в криминалистике. Основана на идеях англичанина Уильяма Гершеля, выдвинувшего в 1877 году гипотезу о неизменности папиллярного рисунка ладонных поверхностей кожи человека. Эта гипотеза стала результатом долгих исследований автора, служившего полицейским чиновником в Индии.
Получила признание на рубеже XIX—XX веков. Так, 9 сентября 1902 года в Великобритании вынесли приговор, основываясь на отпечатках пальцев. Разные страны мира вводили у себя дактилоскопические методы в течение следующих полутора-двух десятилетий. Одной из последних была Франция.
Несмотря на широкое практическое использование, предположение о неповторимости отпечатков не имеет достаточного научного обоснования, а для метода опознания по отпечаткам нет оценки достоверности (на практике принимается за 100%).

## История

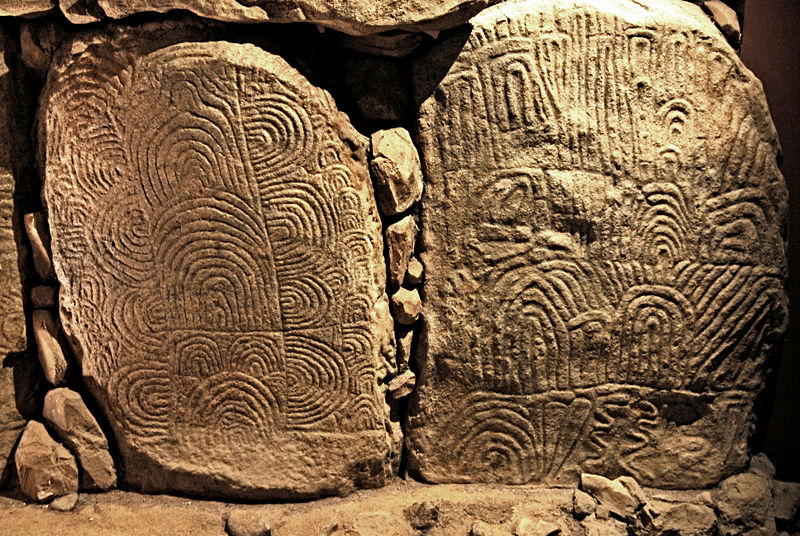
Декоративные плиты из коридора в Гаврини

Некоторые свидетельства того, что людей интересовали линии на руках и в доисторическую эпоху, обнаружили ещё в XIX веке. Например, в 1832 году при раскопках кургана на французском острове Гаврини в заливе Морбиан были найдены каменные плиты с чертежами, напоминающими папиллярные узоры пальцев рук. Однако на протяжении долгого времени археологи предполагали совсем другое: одни считали загадочные знаки символами друидов или буквами древних алфавитов, другие — свидетельством культа змей, и т. д. Первым ключ к разгадке предложил в 1885 году Александр Бертран, который в своей статье в журнале «Magasin pittoresque» отметил удивительное сходство наскальных изображений с узорами на пальцах, однако эта публикация в научных кругах прошла тогда незамеченной. Наконец в 1921 году бельгийский криминалист Эжен Стокис (фр. Eugène Stockis) сумел убедительно доказать, что бретонские артефакты ничто иное, как обширная коллекция изображений папиллярных линий на ногтевых фалангах и ладонях.
В VI—XIII веках в Китае, Японии и Корее для подписания документов использовался отпечаток пальца руки. Правда, никто не приводит данных, что при этом был важен рисунок узора на пальце, что он использовался для опознания личности. Важен был лишь «след прикосновения». Основания для таких подписей посредством отпечатков пальцев были мистического характера: считалось важным войти в соприкосновение с документом и оставить на нём след своего тела.
В Европе со времён античности узоры на руках интересовали прежде всего с точки зрения хиромантии. Если же говорить о научном периоде, предвосхитившем зарождение дактилоскопии, считается, что впервые папиллярные узоры научно описал итальянский естествоиспытатель XVII века Марчелло Мальпиги. В 1665 году в письме книгоиздателю Якобу Рюффу он сообщил следующее:

:

...рассматривая крайнюю верхнюю часть пальца, наблюдаем бесчисленные морщины, которые как будто идут кругообразно или извиваясь...Оригинальный текст (лат.)...extremum digiti lustro apicem , & dum attentivè inæquales illas rugas quasi in gyrum...
— 
Кроме того, в изданном в том же году трактате «О внешних органах чувств» (лат. De externo tactus organo) Мальпиги написал, что в микроскоп видел «открытые отверстия для пота, расположенные посреди хребтов извивающихся морщин». Позднее подобные исследования проводили и другие учёные. Так например, в 1747 году Кристиан Яков Гинце (нем. Christian Jacob Hintze) стал автором сочинения «Анатомические исследования папиллярных линий кожи, служащих для осязания» (лат. Examen anatomicum papillarum cutis tactui inservientium; опубликовано в 1751 году).
Особо отмечают работу, написанную на латыни чешским анатомом Яном Пуркинье «К вопросу об исследовании физиологии органа зрения и кожного покрова человека» (1823), которая считается первым научным трудом, содержащим описание и классификацию узоров кожи на пальцах.
Широкому распространению дактилоскопии препятствовало отсутствие простой и надёжной классификации папиллярных узоров. Первый шаг на пути её создания сделал выходец из Далмации аргентинский полицейский чиновник Хуан Вучетич (1858—1925). В сентябре 1891 г. он разработал десятипальцевую систему классификации дактилоскопических отпечатков, которую затем непрерывно улучшал и шлифовал до 1904 г.
Первые сведения о применении дактилоскопии в Аргентине относятся к 1892 г., когда по кровавым отпечаткам пальцев Франсиска Рохас была изобличена в убийстве своих двоих детей.
Дактилоскопическая классификация Вучетича осталась в те годы неизвестной в Европе, которая всю честь решения этой задачи приписала помощнику комиссара английской полиции сэру Эдварду Р. Генри, бывшему шефом полиции в Бенгалии. Его классификация папиллярных узоров оказалась настолько удачной, что используется во многих странах в неизменном виде и в наши дни, либо легла в основу других систем.
Началось триумфальное шествие дактилоскопии по всему миру: 1896 г. — Аргентина, 1897 г. — Британская Индия, 1902 г. — Венгрия и Австрия, 1903 г. — Германия, Бразилия и Чили, 1906 г. — Россия и Боливия, 1908 г. — Перу, Парагвай, Уругвай. Дольше всех сопротивлялась дактилоскопии Франция. Однако в августе 1911 г. из Лувра похитили знаменитый шедевр Леонардо да Винчи «Мона Лиза», и это сильно повлияло на общественное мнение. Поэтому когда весной 1914 г. в Монако собрался Международный полицейский конгресс, который должен был решить, какому методу учёта и опознания преступников следует отдать предпочтение (рассматривался среди прочего бертильонаж), неслучайной оказалась победа дактилоскопии.

## Отпечатки пальцев

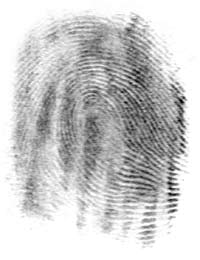
Отпечаток пальца на бумаге

В каждом отпечатке пальца можно определить два типа признаков — глобальные и локальные.
Глобальные признаки — те, которые можно увидеть невооружённым глазом:

### Папиллярный узор
Область узора — выделенный фрагмент отпечатка, в котором локализованы все глобальные признаки.
Ядро или центр — точка, локализованная в середине отпечатка или некоторой выделенной области.
Пункт «дельта» — начальная точка. Место, в котором происходит разделение или соединение бороздок папиллярных линий, либо очень короткая бороздка (может доходить до точки).
Тип линии — две наибольшие линии, которые начинаются как параллельные, а затем расходятся и огибают всю область образа.
Счётчик линий — число линий на области образа, либо между ядром и пунктом «дельта».
Типы папиллярных узоров:
узоры типа «петля» (левая, правая, центральная, двойная), узоры типа «дельта» или «дуга» (простая и острая), узоры типа «спираль» (центральная и смешанная)

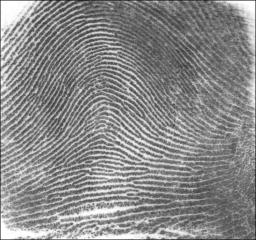
Арка

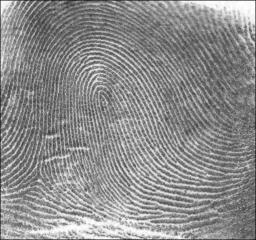
Петля (правая петля)

Завиток

Другой тип признаков — локальные. Их называют минуциями (особенностями или особыми точками) — уникальные для каждого отпечатка признаки, определяющие пункты изменения структуры папиллярных линий (окончание, раздвоение, разрыв и т. д.), ориентацию папиллярных линий и координаты в этих пунктах. Каждый отпечаток может содержать до 70 и более минуций.

Окончание

Разветвление (бифуркация)

Островок (короткий гребень)

На данном отпечатке пальца отмечены следующие признаки: две линии — «тип линии»; то, что между ними — может выступать в качестве области узора, но обычно берётся вся площадь отпечатка; красная окружность слева — пункт «дельта»; красная окружность ниже — остров; жёлтые окружности показывают некоторые минуции. Папиллярный узор — левая петля.
Практика показывает, что отпечатки пальцев разных людей могут иметь одинаковые глобальные признаки, но совершенно невозможно наличие одинаковых микроузоров минуций. Поэтому глобальные признаки используют для разделения базы данных на классы и на этапе аутентификации. На втором этапе распознавания используют уже локальные признаки.

### Стандарты на отпечатки пальцев
Сейчас в основном используются стандарты ANSI и ФБР США. В них определены следующие требования к образу отпечатка:
- каждый образ представляется в формате несжатого TIF;
- образ должен иметь разрешение не ниже 500 dpi;
- образ должен быть полутоновым с 256 уровнями яркости;
- максимальный угол поворота отпечатка от вертикали не более 15 градусов;
- основные типы минуций — окончание и раздвоение.

Обычно в базе данных хранят более одного образа, что позволяет улучшить качество распознавания. Образы могут отличаться друг от друга сдвигом и поворотом. Масштаб не меняется, так как все отпечатки получают с одного устройства.
В России биометрические стандарты регламентируются по ГОСТ.

### Принципы сравнения отпечатков по локальным признакам
(Локальные признаки — минуции) Этапы сравнения двух отпечатков:
Этап 1. Улучшение качества исходного изображения отпечатка. Увеличивается резкость границ папиллярных линий.
Этап 2. Вычисление поля ориентации папиллярных линий отпечатка. Изображение разбивается на квадратные блоки, со стороной больше 4 пикселей и по градиентам яркости вычисляется угол t ориентации линий для фрагмента отпечатка.
Этап 3. Бинаризация изображения отпечатка. Приведение к чёрно-белому изображению (1 bit) пороговой обработкой.
Этап 4. Утончение линий изображения отпечатка. Утончение производится до тех пор, пока линии не будут шириной 1 пиксель.
Этап 5. Выделение минуций. Изображение разбивается на блоки 3х3 пикселей. После этого подсчитывается число чёрных (ненулевых) пикселей, находящихся вокруг центра. Пиксель в центре считается минуцией, если он сам ненулевой, и соседних ненулевых пикселей один (минуция «окончание») или три (минуция «ветвление»).
Координаты обнаруженных минуций и их углы ориентации записываются в вектор: W(p)=[(x1, y1, t1), (x2, y2, t2)...(xp, yp, tp)] (p — число минуций).
При регистрации пользователей этот вектор считается эталоном и записывается в базу данных. При распознавании вектор определяет текущий отпечаток (что вполне логично).
Этап 6. Сопоставление минуций.
Два отпечатка одного пальца будут отличаться друг от друга поворотом, смещением, изменением масштаба и/или площадью соприкосновения в зависимости от того, как пользователь прикладывает палец к сканеру. Поэтому нельзя сказать, принадлежит ли отпечаток человеку или нет на основании простого их сравнения (векторы эталона и текущего отпечатка могут отличаться по длине, содержать несоответствующие минуции и т. д.). Из-за этого процесс сопоставления должен быть реализован для каждой минуции отдельно.
Этапы сравнения:
- Регистрация данных.
- Поиск пар соответствующих минуций.
- Оценка соответствия отпечатков.

При регистрации определяются параметры аффинных преобразований (угол поворота, масштаб и сдвиг), при которых некоторая минуция из одного вектора соответствует некоторой минуции из второго.
При поиске для каждой минуции нужно перебрать до 30 значений поворота (от −15 градусов до +15), 500 значений сдвига (от −250 пкс до +250 пкс — хотя иногда выбирают и меньшие границы) и 10 значений масштаба (от 0,5 до 1,5 с шагом 0,1). Итого до 150 000 шагов для каждой из 70 возможных минуций. (На практике, все возможные варианты не перебираются — после подбора нужных значений для одной минуции их же пытаются подставить и к другим минуциям, иначе было бы возможно сопоставить практически любые отпечатки друг другу).
Оценка соответствия отпечатков выполняется по формуле {\displaystyle K={\frac {D^{2}}{pq}}\cdot 100\%,} где D — количество совпавших минуций, p — количество минуций эталона, q — количество минуций опознаваемого отпечатка). В случае, если результат превышает 65 %, отпечатки считаются идентичными (порог может быть понижен выставлением другого уровня бдительности).
Если выполнялась аутентификация, то на этом всё и заканчивается. Для опознания необходимо повторить этот процесс для всех отпечатков в базе данных (затем выбирается пользователь, у которого наибольший уровень соответствия (разумеется, его результат должен быть выше порога 65 %)).

### Другие подходы к сравнению отпечатков
Несмотря на то, что описанный выше принцип сравнения отпечатков обеспечивает высокий уровень надёжности, продолжаются поиски более совершенных (и скоростных) методов сравнения, как, например, система AFIS (Automated fingerprint identification systems — системы автоматизированного опознания по отпечаткам пальцев). В Белоруссии — АДИС (автоматическая дактилоскопическая идентификационная система). Принцип работы системы: по бланку «забивается» дактилокарта, личная информация, отпечатки пальцев и ладоней. Расставляются интегральные характеристики (еще приходится редактировать вручную плохие отпечатки, хорошие система расставляет сама) рисуется «скелет» т.е система как бы обводит папиллярные линии, что позволяет ей в будущем определять признаки весьма точно. Дактилокарта попадает на сервер, где и будет храниться всё время.
«Следотека» и «след». «След» — отпечаток пальца, снятый с места происшествия. «Следотека» — база данных следов. Как и дактилокарты, так и следы отправляются на сервер и автоматически идет сравнение его с дактокартами, как уже имеющимися, так и нововведенными. След находится в поиске, пока не найдется подходящая дактилокарта. Далее работой занимаются криминалисты.

### Метод на основе глобальных признаков
Выполняется обнаружение глобальных признаков (ядро, дельта). Количество этих признаков и их взаимное расположение позволяет классифицировать тип узора. Окончательное распознавание выполняется на основе локальных признаков (число сравнений получается на несколько порядков ниже для большой базы данных). Этот метод можно использовать и в целях, отличных от опознания/аутентификации.

### Метод на основе графов
Метод сравнения отпечатков на основе графов.
Исходное изображение отпечатка (1) преобразуется в изображение поля ориентации папиллярных линий (2). На нём (2) заметны области с одинаковой ориентацией линий, поэтому можно провести границы между этими областями (3). Затем определяются центры этих областей и получается граф (4). Стрелкой «d» отмечена запись в базу данных при регистрации пользователя. Определение подобия отпечатков реализовано в квадрате 5. (Дальнейшие действия аналогичны предыдущему методу — сравнение по локальным признакам).

### Сканеры отпечатков пальцев

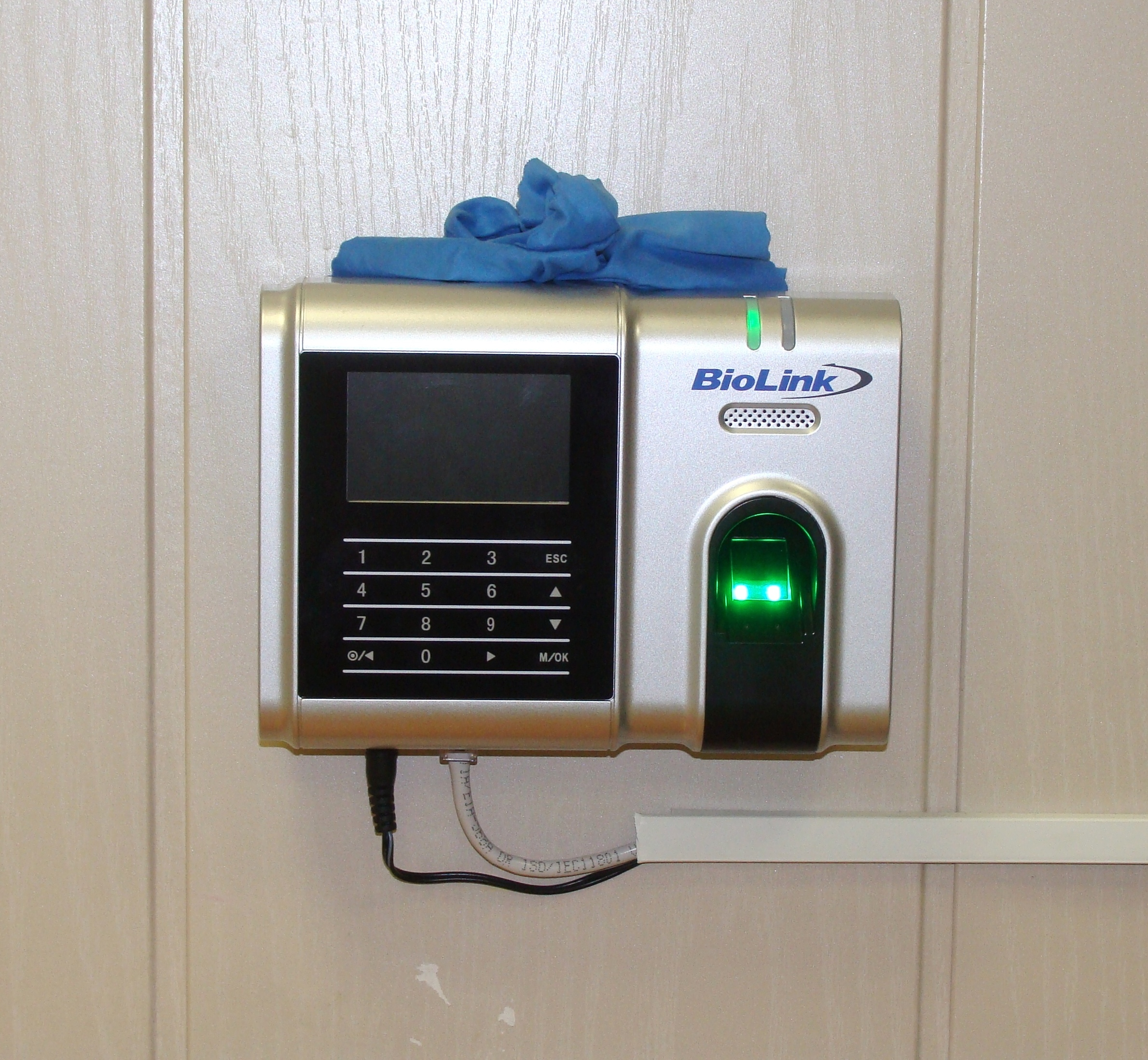
Биометрический терминал со сканером отпечатков пальцев, предназначенный для учёта рабочего времени

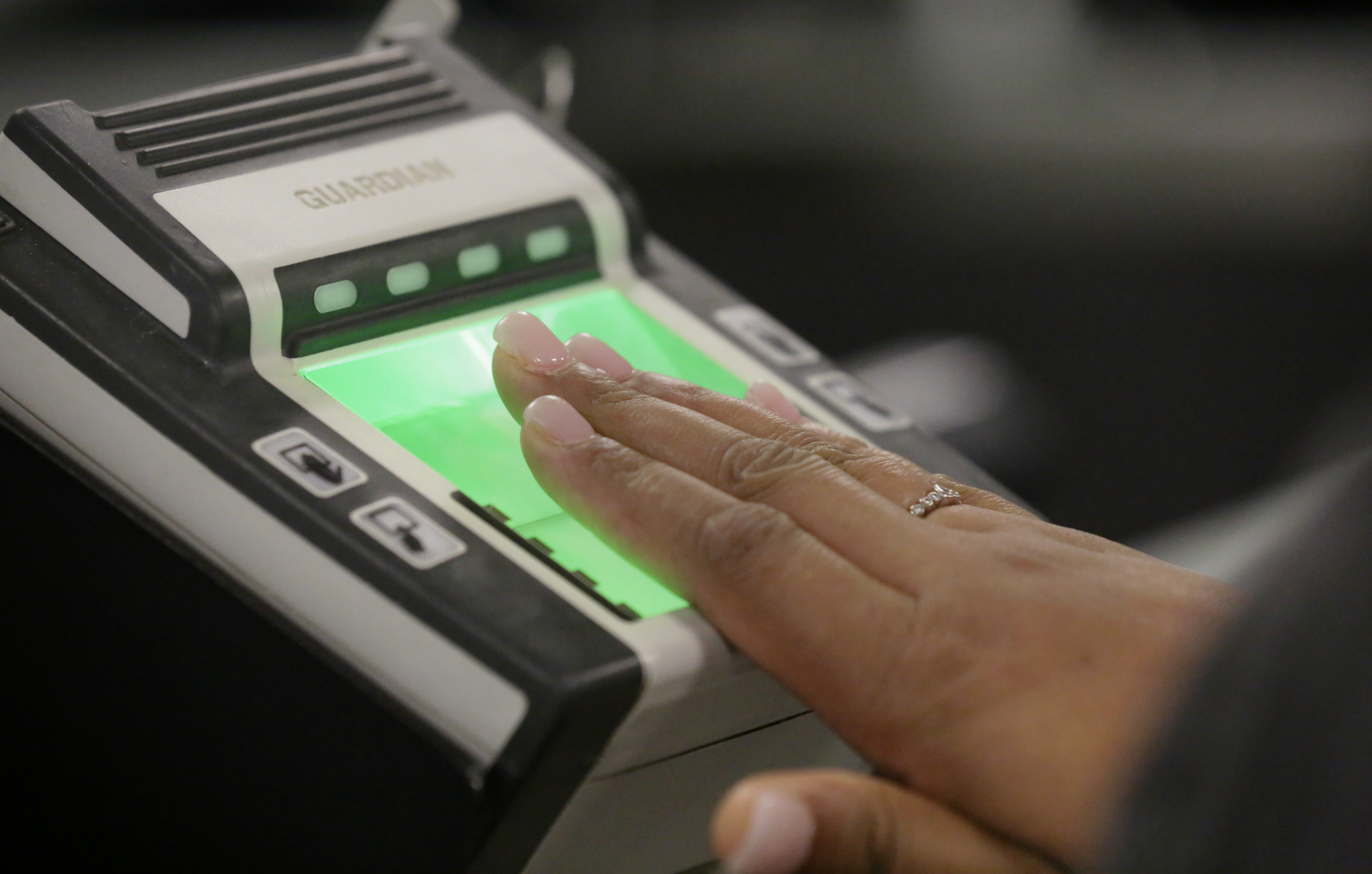
сканер отпечатков пальцев. Сотрудники таможни и пограничной службы проверяют иностранных пассажиров, прибывающих в международный аэропорт Даллес, штат Вирджиния, 29 ноября 2016 года.

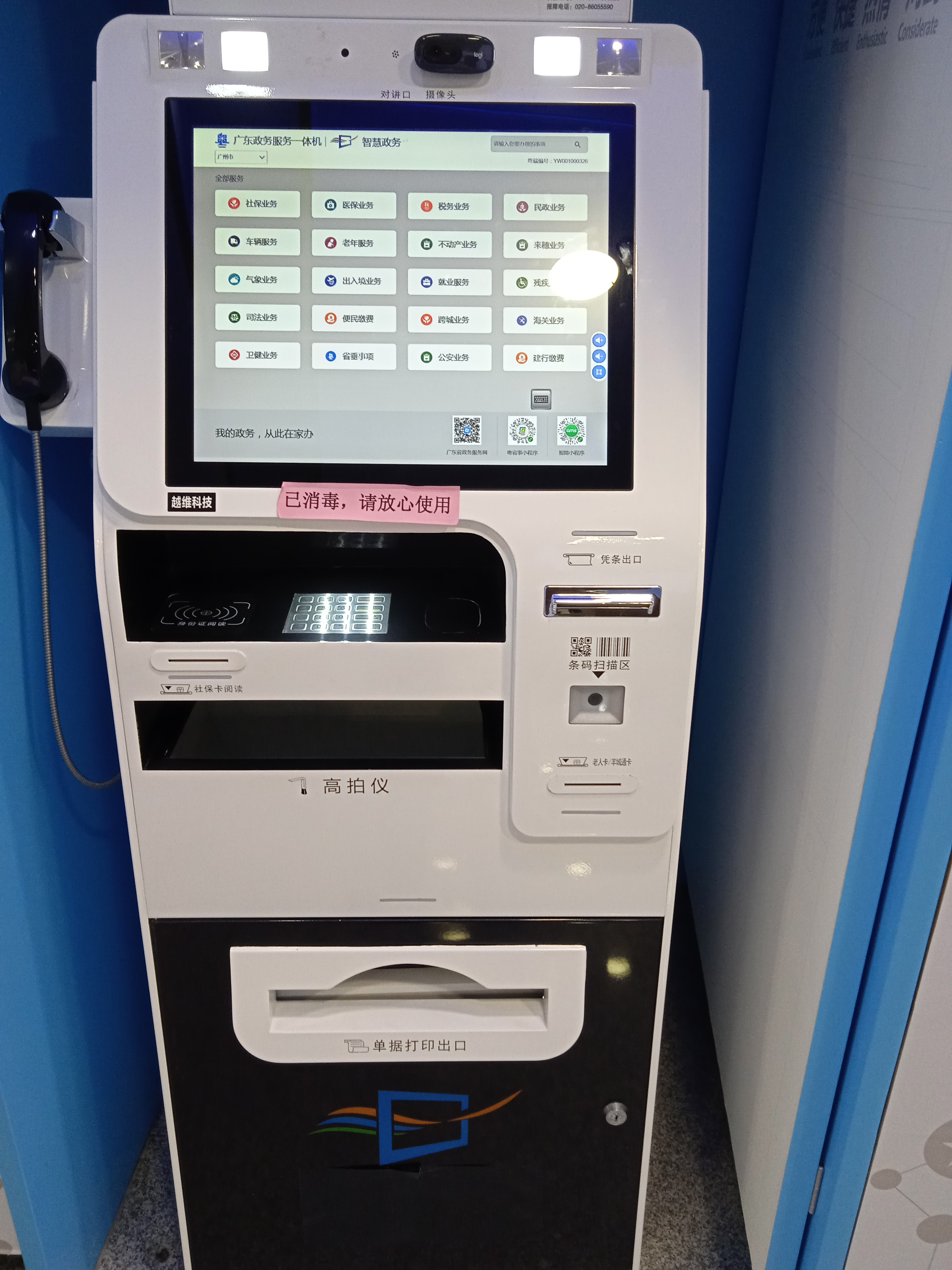
автомат по предоставлению госуслуг в Гуанчжоу (Китай) со сканером отпечатков пальцев

Устройства считывания отпечатков пальцев сейчас находят различные применения. Их устанавливают на ноутбуки, смартфоны, в мыши, клавиатуры, флеш-накопители, а также применяют в виде отдельных внешних устройств и терминалов, продающихся в комплекте с системами AFIS (Automated fingerprint identification systems — системы автоматизированного опознания по отпечаткам пальцев).
Несмотря на внешние различия, все сканеры можно разделить на несколько видов:
- Оптические:
  - FTIR-сканеры
  - Волоконные
  - Оптические протяжные
  - Роликовые
  - Бесконтактные
- Полупроводниковые (полупроводники меняют свойства в местах контакта):
  - Ёмкостные
  - Чувствительные к давлению
  - Термо-сканеры
  - Радиочастотные
  - Протяжные термо-сканеры
  - Ёмкостные протяжные
  - Радиочастотные протяжные
- Ультразвуковые (ультразвук возвращается через различные промежутки времени, отражаясь от бороздок или линий).

Те сканеры, которые привыкли видеть в американских фильмах относятся обычно к оптическим протяжным — видна полоса света, проходящая вдоль отпечатка. Более скоростными являются полупроводниковые и ультразвуковые, но последние дороже и встречаются реже.

## Практическое использование дактилоскопии
- Криминалистика была первой и наиболее важной областью применения дактилоскопии, и остается такой до сих пор. В частности при изучении пото-жировых следов пальцев рук, ладоней и других частей тела.
- Замки, автомобили, турникеты, двери, сейфы оборудованные сканерами, так что их можно открывать прикосновением пальца.
- Шифровальные устройства в компьютерах и мобильных устройствах, оборудованных сканерами.
- Оплата покупок в магазинах, оборудованных сканерами[14].
- Дактилоскопия при получении паспорта и других документов,  для большей раскрываемости преступлений, для опознания человека при потере документов, потере памяти, сознания или для опознания трупа в случае смерти человека, также для этих целей служит анализ ДНК.
- сканирование отпечатков вместо пропуска на предприятие, магазин и т.д.
- Оружие со сканером отпечатков пальцев.

### Случаи обязательной дактилоскопии
Законом предусматривалась добровольная дактилоскопическая регистрация, а также определялся перечень лиц, подлежащих обязательной дактилоскопической регистрации:
- граждане Российской Федерации, призываемые на военную службу;
- военнослужащие;
- граждане Российской Федерации, проходящие службу:
  - в органах внутренних дел;
  - в органах федеральной службы безопасности;
  - в органах внешней разведки;
  - органах по контролю над оборотом наркотических средств и психотропных веществ;
  - органах государственной налоговой службы;
  - органах по делам гражданской обороны, чрезвычайным ситуациям и ликвидации последствий стихийных бедствий;
  - органах и подразделениях службы судебных приставов;
  - таможенных органах;
  - органах государственной охраны;
  - учреждениях и органах уголовно-исполнительной системы;
  - Государственной противопожарной службе;
- спасатели профессиональных аварийно-спасательных служб и профессиональных аварийно-спасательных формирований Российской Федерации;
- члены экипажей воздушных судов государственной, гражданской и экспериментальной авиации Российской Федерации;
- граждане Российской Федерации, иностранные граждане и лица без гражданства, не способные по состоянию здоровья или возрасту сообщить данные о своей личности, если установить указанные данные иным способом невозможно;
- граждане Российской Федерации, иностранные граждане и лица без гражданства, подозреваемые в совершении преступления, обвиняемые в совершении преступления либо осужденные за совершение преступления, подвергнутые административному аресту, совершившие административное правонарушение, если установить их личность иным способом невозможно;
- иностранные граждане и лица без гражданства, подлежащие выдворению (депортации) за пределы территории Российской Федерации;
- иностранные граждане и лица без гражданства, прибывшие в Российскую Федерацию в поисках убежища и подавшие ходатайства о предоставлении политического или иного убежища либо о признании их беженцами на территории Российской Федерации;
- иностранные граждане, незаконно находящиеся на территории Российской Федерации;
- иностранные граждане, получившие разрешение на временное проживание;
- граждане Российской Федерации, претендующие на получение удостоверения частного охранника / детектива;
- Для иностранцев, желающих получить гражданство РФ обязательная дактилоскопия с 2020 года[16];
- Лица, являющиеся неопознанными трупами.

#### Дактилоскопия при пересечении границ государств
В США с 2004 года берут отпечатки двух пальцев, а с 2007 года отпечатки десяти пальцев, радужку глаза и фотографируют лица, ссылаясь на 11 сентября 2001 года.
В Китае введена дактилоскопия для въезжающих в страну иностранцев с 2017 года.
В России введено обязательная дактилоскопия и фотографирование для иностранцев с 29 декабря 2021 года, которые пребывают на работу или планируют находиться в России 90 дней, дактилоскопию должны пройти и дети начиная с 6 лет. На некоторых пунктах пропуска вводится дактилоскопия в качестве эксперимента с 1 декабря 2024 года, с 30 июня 2025 года дактилоскопия и фотографирование будет на всех пропускных пунктах РФ.
В Евросоюзе на пунктах пропуска с ноября 2024 года.